# Weird Truth Productions
Weird Truth Productions ist ein 1999 von Makoto Fujishima gegründetes japanisches Independent- und Extreme-Doom-Metal-Label.

## Geschichte
Makoto Fujishima gründete Weird Truth Productions um eine Split-EP seines Projekte Nyarlathotep mit Woods of Gnome/Hurosoma herauszubringen. Ursprünglich initiierte Fujishima das Label um ausschließlich eigene Bandprojekte zu verlegen und ohne tiefergehendes Konzept. Nach der Split-EP veröffentlichte Weird Truth Productions jedoch eine Reihe von Kompilationen, darunter The True Ideal Realized through the Underground Pt.2, als Teil einer Reihe an welcher diverse Independent-Label Japans beteiligt waren.
Im Jahr 2002 gab das Label The Dawning of Mournful Hymns von Mourning Beloveth heraus. Mit dieser Veröffentlichung begann die internationale Wahrnehmung des Labels als bedeutsames und qualitativ hochwertiges Doom-Metal-Label. Fujishima räumt ein sich nach diesem Album zusehends dem Stil zugewandt zu haben, verweist allerdings ebenso auf Vertreter des Thrash Metal, des Death Metal und des Depressive Black Metal die über Weird Truth Productions vertrieben wurden.

## Künstler (Auswahl)
- Ataraxie
- Begräbnis
- Beneath Oblivion
- Ceremonium
- Funeralium
- Funeral Moth
- Hyponic
- Imindain
- Loss
- Mourning Beloveth
- Mournful Congregation
- NunSlaughter
- Pissboiler
- Profetus
- Sinister Downfall
- Sol
- Throneum
- Worship